# Такелот III
Такелот III — давньоєгипетський фараон з XXIII династии.

## Життєпис
Був сином Осоркона III, його співправителем на останніх роках правління і спадкоємцем. Влада Такелота III поширювалась тільки на частину Нижнього Єгипту, зокрема на Леонтополь і Гераклеополь.
Окрім того, Такелот III, очевидно, володарював і у Фівами, оскільки сам він обіймав посаду Верховного жерця Амона у 775-755 роках до н.е., а його кровна сестра Шепенупет I — посаду «Дружини бога» у фіванському храмі Амона. Більше того, обидва сина Такелота III зробили кар'єру в тому ж фіванському храмі Амона. Син або небіж Осоркон став верховним жерцем Амона, а брат Рудамон — фараоном.